# Perú TV
Perú TV fue un canal de televisión abierta peruano con sede en Arequipa. Su programación se basaba en producciones originales. En 2011, fue reemplazado por ATV Sur, propiedad del Grupo ATV.

## Historia
La idea de fundar un canal de televisión por parte del empresario arequipeño Enrique Mendoza Núñez surgió en 1984 con la creación de la Compañía de Radiodifusión Arequipa Sociedad Anónima (CRASA), la cual emitió su primera señal de prueba en febrero de 1986 en el canal 8 de la banda VHF. Al haber cumplido con los requisitos de Ley, el 8 de agosto del mismo año, comienza a transmitir oficialmente bajo el nombre Canal 8 Arequipa, para competir con Canal 2 de Arequipa (filial de Panamericana Televisión) y Televisión Continental (canal 6, filial de América Televisión). Fue la primera filial de Andina de Televisión en Arequipa hasta 1998. Por ende, su imagen corporativa estuvo inspirada en aquella del canal 9 de Lima.
En 1994, Canal 8 expande su cobertura en otras ciudades del sur del país dentro de la banda UHF. El 28 de febrero de 1996, por una resolución del Ministerio de Transportes y Comunicaciones (MTC), el canal se trasladó a la frecuencia 9 de la banda VHF y cambió su denominación a El Canal de Arequipa. En 1997, CRASA y Norperuana de Radiodifusión dejan de ser filiales de Andina de Televisión, alquilan la frecuencia 11 VHF de Lima (RBC Televisión) y forman Austral Televisión, canal que inició sus transmisiones en 1998. Sin embargo, Austral se disolvió en 2002 por problemas internos.
Así, en 2003, el canal 9 de Arequipa se independiza y dos años después, el 31 de enero de 2005, es renombrada como Perú TV y se convierte en el primer canal regional en transmitir vía satélite. Sin embargo, en 2007, la familia se enfrentó con el Instituto Nacional de Radio y Televisión del Perú por los derechos de la marca comercial.
El 10 de diciembre del 2011, Perú TV fue comprado por el Grupo ATV y fue relanzado como ATV Sur.

## Programación
La programación de Perú TV se basaba en producciones regionales, y también con algunos programas nacionales e internacionales.

### Actualmente emitidos en ATV Sur
- Nuevo Día Noticias
- TV Noticias
- Raíces

### Anteriormente emitidos en ATV Sur
- El show de Henry Ayala
- Telecine
- Línea de Fuego
- Mesa Redonda
- Fantabuloso

### Programas desaparecidos
- Hora 8
- Agua Viva
- Skap.tv
- Gana TV
- Hits Magazine
- El Caminante
- Destino Perú
- Pureq Runa
- Visto Bueno Amazónico
- Motor Racing
- Línea Deportiva
- Somos Empresa Sur
- AgroTotal
- Femenina
- Entre Lazos

### Programas cedidos
- Perú Off Road (cedido a Viva TV)
- Su Vivienda (cedido a América Televisión)

### Producciones brevemente emitidas
- DK2
- HR24
- Los Cazadores del Sabor